# 북방 르네상스

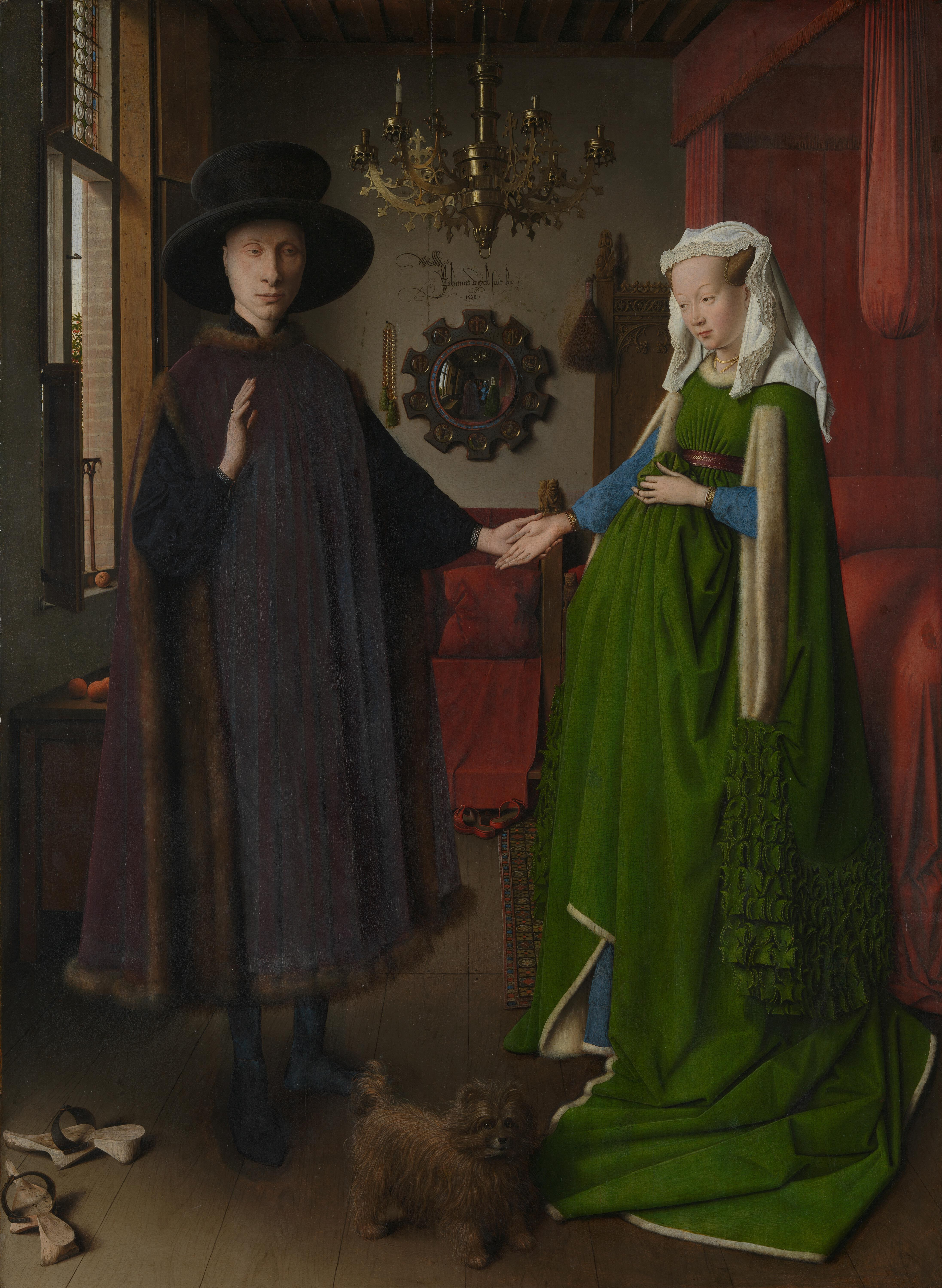
아르놀피니 부부의 초상. 1434년 얀 판 에이크의 작품.

북방 르네상스는 유럽의 알프스 이북 지역에서 일어난 르네상스 전반을 일컫는 말이다. 이탈리아에서 시작된 르네상스는 15세기 중반부터 유럽 전역으로 확산되기 시작하였다. 오늘날 프랑스, 독일, 베네룩스 3국, 폴란드, 잉글랜드 등의 지역에서 거의 동시대에 진행된 이러한 움직임을 통틀어 북방 르네상스라고 한다.
이탈리아 르네상스가 사실상 독립국의 지위에 있던 피렌체 공화국, 피사 공화국, 베네치아 공화국과 같은 도시국가들에 의해 주도되었던 것과 달리 북방 르네상스는 군주에 의해 주도되면서  정치 권력의 중앙집권화를 위해 동원된 측면이 있다. 특히 프랑스 르네상스와 튜더 시대 잉글랜드의 경우가 그렇다. 이 시기 부르고뉴 공국은 독자적인 주권국으로서 플란데런을 비롯한 저지대 국가에 막강한 영향력을 행사하였고 르네상스의 전개에서 중요한 역할을 하였다. 독일의 각 지역은 이탈리아와 비슷하게 크고 작은 독자적 영토로 나뉜 느슨한 연합체인 신성 로마 제국에 속해 있었지만, 독일 르네상스는 이탈리아와 달리 종교 개혁과 밀접한 연관을 지으며 진행되었다. 한편 폴란드는 16세기에 들어 피렌체에서 직접 초빙된 예술가들과 저지대를 통해 전해진 르네상스 인문주의를 받아들이며 폴란드 르네상스를 시작하였다.:14-20, 26-31
라블레, 피에르 드 롱사르, 에라스뮈스 등의 인문주의 작가들은 북방 르네상스에 지대한 영향을 주었다. 이들은 고전 고대의 라틴어와 고대 그리스어 문헌들을 소개하였을 뿐만 아니라 신학, 문학, 정치 등에 대한 사상 변화도 촉발하였고 이는 종교 개혁을 비롯한 거대한 변화의 배경이 되었다. 또한 당시 유럽은 대항해 시대가 시작되며 세계관의 변화가 일어났고 해외 식민지에서 들어오는 자원으로 막대한 비용이 들어가는 각종 건축과 예술품의 제작이 가능하게 하였다. 인쇄기의 보급으로 책과 출판물의 대량 생산이 가능하게 되자 새로운 사상은 보다 빠르게 유럽 전역으로 전파되기 시작하였다. 이 때문에 여러 모로 중세 말기와는 다른 사회적 풍경을 보인 이 시기를 근세의 출발점으로 보기도 한다.

## 배경

### 도시화

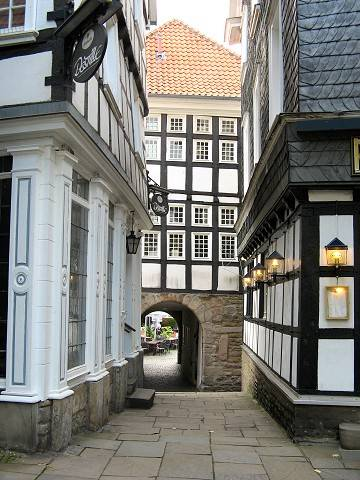
루르 하팅겐의 구시가

중세 말기에 해당하는 15세기 무렵 유럽 각지의 봉건제는 이미 여러 요인으로 쇠퇴하고 있었다. 독일과 저지대의 여러 도시에는 영지에서 도망쳐 온 농노들이 몰려들어 빈민층을 형성하는 초기 도시화가 이루어지고 있었고, "도시의 공기가 자유를 만든다"는 속담이 생겨났다. 중세의 도시는 지역마다 매우 다양한 형태를 보이고 있었다. 이탈리아의 북부의 경우 피핀의 기증을 통해 형성된 교황령과 그 인근 도시는 형식적으로는 신성 로마 제국의 관할 아래 있었지만, 실제로는 독립된 도시 국가로 그 규모도 십만에서 수십만명을 아우르고 인근 농촌 지역을 영토로 삼고 있었다. 메디치가가 한동안 수장 노릇을 한 피렌체와 같은 곳이 대표적이다.
한편 알프스 이북의 도시들은 인구가 많아도 4-5만에 불과하였고 거주민 상당수는 길드에 속한 장인과 도제, 그리고 귀족의 시종, 성당의 참사회원과 같은 이들이었다. 따라서 중세 도시의 자유 역시 이들의 직업에 관련한 특권일 뿐 근대의 자유 개념과는 차이가 있다. 그러나 15세기 중반 이후 유럽 각지의 도시 인구는 꾸준히 증가하였으며 이들 가운데 상당수는 영지를 탈출한 농노들이었다. 각국의 정부는 농노의 탈출을 금지하고 도시에  숨어 살다 발각되었을 경우 도시 자유민의 특권을 인정하지 않았지만, 지방의 영주가 자신의 행정력이 미치지 못하는 대도시로 탈출한 농노를 처벌하는 것은 한계가 있을 수 밖에 없었다. 그 결과 중세 말기 무렵 도시민의 상당수는 시민권이 없는 도시 빈민이었다.
이러한 도시 발달에는 새롭게 성장하는 산업이 있었다. 15세기에서 16세기 사이의 경제 성장과 도시화는 유럽 전역으로 확산되어 1300년 무렵 전체 인구의 7.2 % 정도였던 도시 인구는 1600년 무렵이 되면 10.7 % 까지 상승한다. 플란데런의 방적산업 발달과 같이 성장하는 산업이 도시 인구를 유지할 수 있는 기반이 되었다. 스웨덴의 경우 오늘날 핀란드, 노르웨이에 해당하는 지역의 도시화는 어업이 주도하였다. 당시 유럽의 도시는 매우 불결하여 사망율이 농촌 지역에 비해 서너배나 되었고 흑사병의 반복적인 창궐로 큰 인명 피해가 있었으며, 주민은 임금의 철칙 속에 간신히 하루 벌어 하루를 사는 형편이었지만, 새로운 산업 발달에 의한 경제 성장은 도시 인구 확대의 기반이 되었다. 성장하는 도시 속에서 몇몇은 이전에는 누릴 수 없던 부를 축적할 수 있었고 이러한 자금이 르네상스의 원동력이 되었다.

### 사회 변화

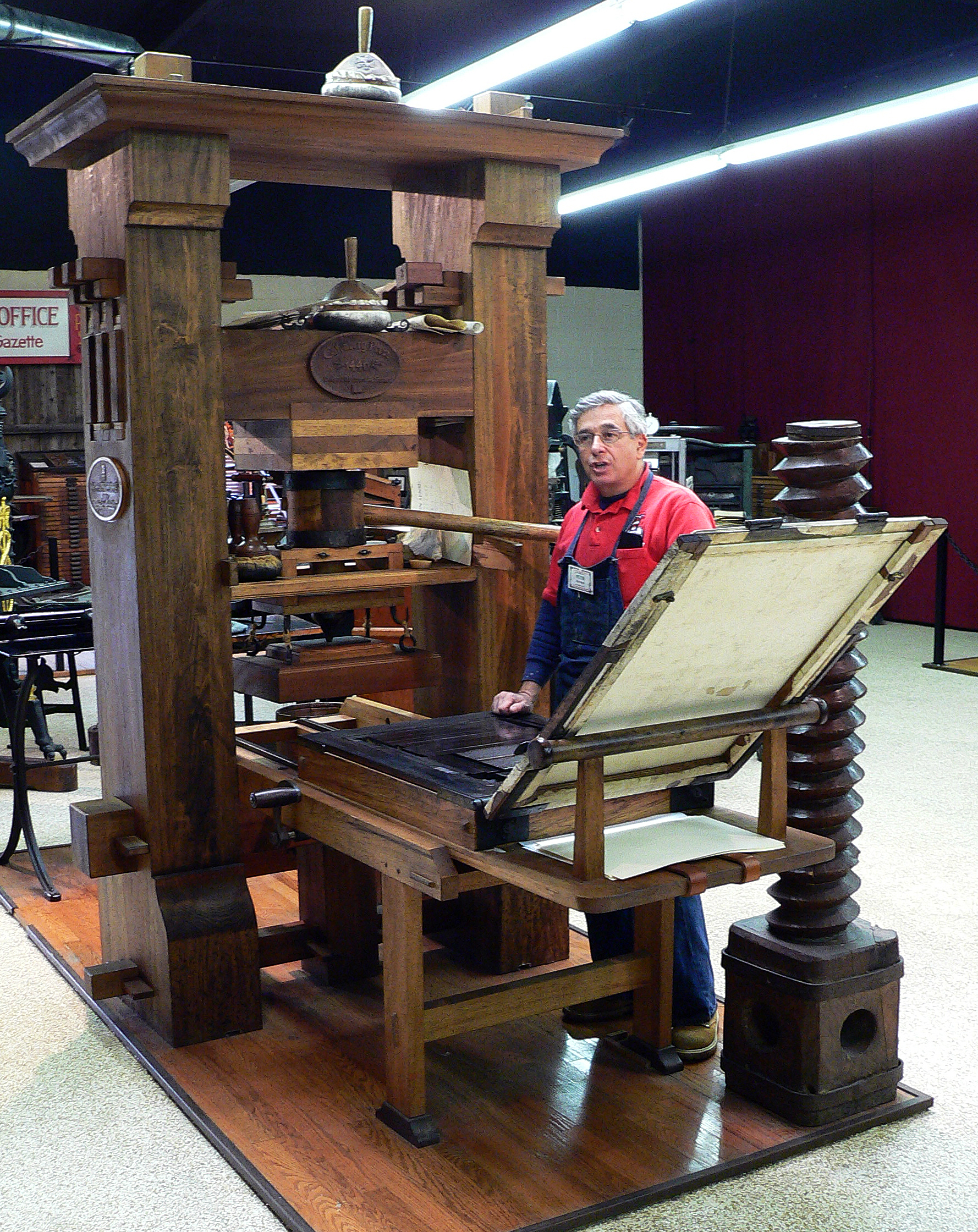
구텐베르크 인쇄기의 복제품

전형적인 중세 사회에서 유럽의 사회는 자급적인 경제를 기반으로 하는 독립적인 영지로 분할되어 있었지만 15세기에 이르기까지 있었던 다양한 사회 변화로 더 이상 그와 같은 체제를 유지할 수 없었다. 우선 반복적으로 유행한 흑사병으로 지역에 따라 인구의 3분의 1에서 절반 가까이가 사망하여 기존 방식의 체제가 유지되기 어렵게 하였다. 노동인구의 급감으로 영주들은 독자적인 경제 기반이 약화되었고 농노들은 더 이상 영주에 순종하지 않아 반란이 빈번하였다. 흑사병으로 인한 사회 변화는 인구와 경제에 머물지 않고 사람들의 생각마저 바뀌게 하였다. 당장 내일을 알기 어려운 역병의 범유행 속에서 중세를 지배 하던 로마 가톨릭 교회의 금욕주의적인 가르침은 더 이상 존중되기 어려웠다. 《데카메론》의 이야기들은 보다 개인적이고 욕망에 충실한 새로운 개인들을 등장시키고 있다.
한 때 강력한 주권을 행사하던 공국이나 백국 등의 지방 영주가 힘을 잃는 사이 프랑스와 잉글랜드 등의 왕가는 왕권의 강화하고 중앙집권화를 꾀하였다. 군사적인 측면에서도 머스킷과 대포 등의 화약 무기가 도입되면서 전통적인 봉건 영주의 군대는 무력화되었고 라이슬로이퍼나 란츠크네히트와 같은 새로운 용병집단과 국왕의 상비군이 등장하여 지방 영주의 영양력 약화를 가속화 하였다.:9-17
로마 가톨릭 교회의 영향력 약화와 종교 개혁에 의한 개신교의 등장은 북방 르네상스의 한 축이었다. 요하네스 로이힐린, 에라스뮈스와 같은 르네상스 인문주의자에 의해 촉발된 문학과 예술에 대한 새로운 관점은 북방 르네상스 발전에 큰 영향을 주었고 결국 이전 시기라면 교회에 의해 결코 용인되지 않았을 예술적 표현 형태가 이제는 특정 계층에서 용인되거나 심지어 장려되기까지 하는 변화를 이끌어 내었다. 16세기 북유럽을 휩쓸었던 개신교 열풍은 벨던스토름(네덜란드어: Beeldenstorm)이라 불린 광범위한 성상 파괴 운동을 촉발하였고 미술에도 큰 영향을 주어 성인에 대한 묘사가 사라지고 성경 속 이야기가 당대의 풍속과 어우러진 독특한 종교화가 제작되었다.
인쇄기의 발병으로 보다 저렴한 비용으로 많은 책과 인쇄물을 출판할 수 있게 되면서 새로운 사상의 전파가 가속화 되었고, 라틴어나 고대 그리스어와 같은 언어로 쓰인 고전 문헌뿐만 아니라 자국어로 쓰인 책들이 널리 보급되었다. 특히 유럽 각국의 자국어 성경은 종교 개혁 확산에 영향을 주었다.

### 상업과 경제의 발달

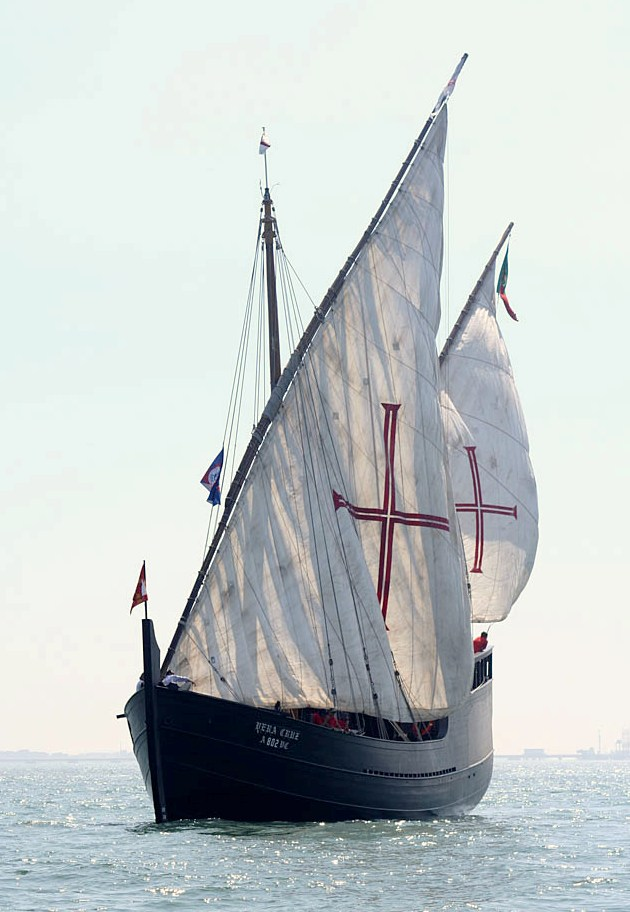
캐러벨

북방 르네상스의 시기는 유럽의 각국이 원양 항해를 통해 세계 각지에 식민지를 만들며 팽창하던 대항해시대이기도 하였다. 이전의 범선과 달리 삼각돛을 채용한 캐러벨의 등장으로 원양항해가 가능하게 되면서 포르투갈의 바스쿠 다 가마는 아프리카를 돌아 인도로 향하는 새 항로를 개척하였고, 잉글랜드의 후원을 받은 존 캐벗, 프랑스의 후원을 받은 조반니 다 베라차노, 스페인의 후원을 받은 크리스토퍼 콜럼버스 등의 이탈리아 출신 항해자들은 캐러벨을 이용하여 대서양 횡단에 성공할 수 있었다.
원양항해에 나선 국가들의 첫 목표는 그 동안 오스만 제국과 이탈리아의 도시 국가들의 중계 무역에 의존하였던 향신료 등의 사치품 무역이었다. 먼저 원양 항해를 시작한 포르투갈은 인도 남부와 스리랑카에 거점을 마련하고 후추와 계피 등의 향신료 무역을 통해 막대한 이익을 얻을 수 있었다. 이후 인도양과 향료 제도는 포르투갈, 스페인, 잉글랜드, 네덜란드 등의 각축장이 되었으며 후발 주자였던 네덜란드는 육두구 등의 독점 무역망을 확보하였다. 이로서 그 동안 이탈리아 도시국가들이 독점하였던 동서 중계 무역을 대신하여 북부 유럽의 식민지 쟁탈전이 시작되었다. 한편 스페인은 아메리카에서 은광을 확보하여 막대한 양의 은을 유럽으로 유입하였고 이에 자극받은 잉글랜드, 프랑스, 네덜란드 등도 아메리카 식민지 쟁탈전에 뛰어들었다.
막대한 은의 유입은 유럽 최초의 급격한 인플레이션을 가져올 정도로 경제에 큰 영향을 주었다. 당시 스페인은 합스부르크가의 지배 아래에 있었기 때문에 이렇게 흘러들어온 금은은 신성 로마 제국의 자금으로 쓰였고 브뤼허와 안트베르펜과 같은 저지대 상업 도시들로 흘러들어갔다.

## 전개

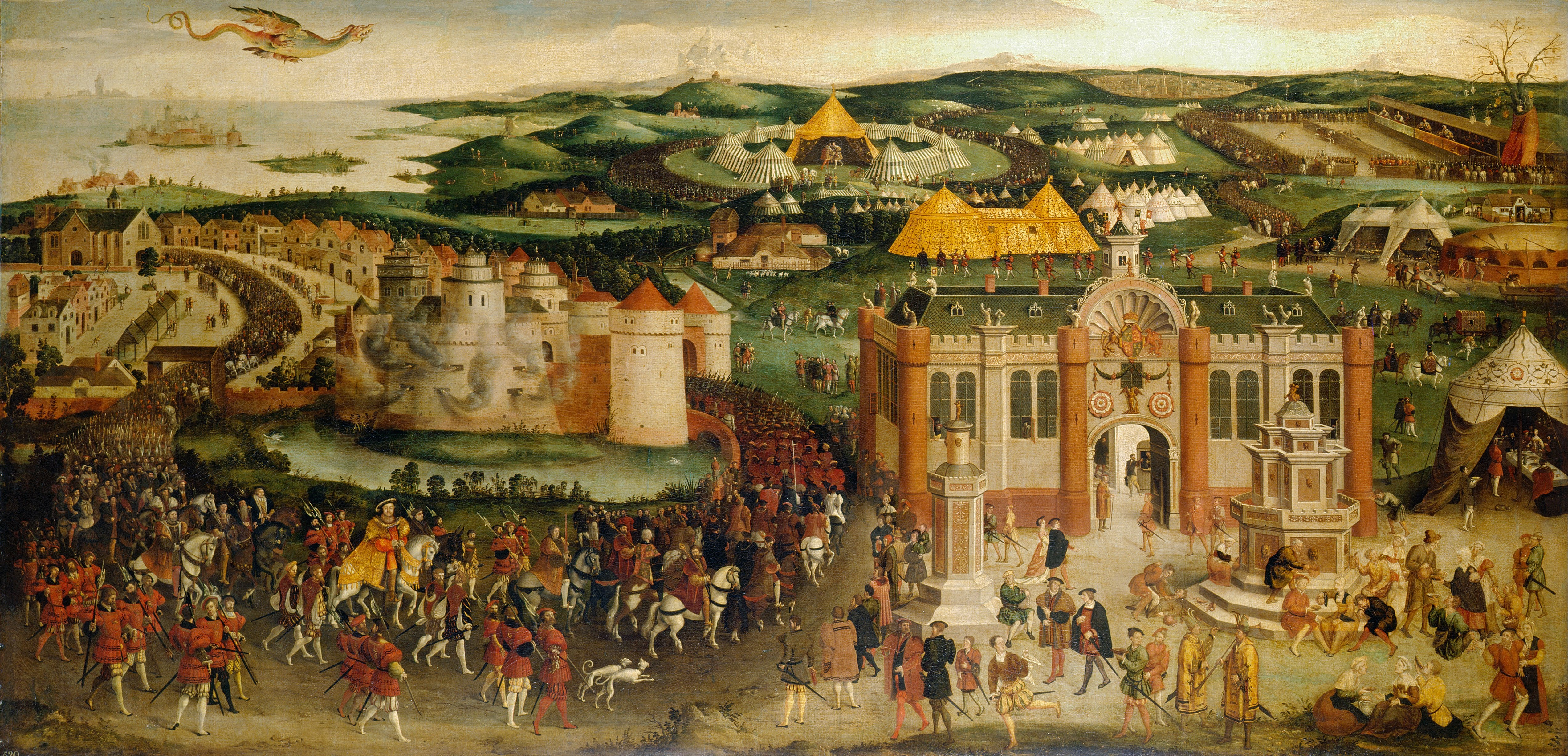
프랑수아 1세와 헨리 8세가 회동한 금란의 들판은 프랑스와 잉글랜드 양국의 국력을 과시하기 위해 초호화판으로 진행된 정상 회담이었다.

프랑스의 프랑수아 1세는 동쪽으로는 합스부르크가의 카를 5세 서쪽으로는 잉글랜드의 헨리 8세 등과 경쟁하며 프랑스에서 왕권을 강화하기 위해 노력하였다. 프랑수아 1세는 스스로도 르네상스적 인문 교육을 받은 인물이었고, 예술의 후원자를 자처하여 막대한 자금을 들여 궁전을 짓고 이탈리아 미술품을 수입하는 한편, 레오나르도 다 빈치를 포함한 여러 이탈리아 예술가들을 초빙하였고  프랑스 르네상스가 본격화 되었다. 같은 시기 잉글랜드의 헨리 8세 역시 중앙집권화를 통해 왕권을 강화하고자 하였다. 헨리 8세의 수장령은 다른 여러 개인적 이유와 함께 종교에서도 군주의 권위를 앞세운 조치였다. 이러한 중앙집권화를 위해 군주는 보다 화려하고 웅장한 문화적 업적을 자랑할 필요가 있었고 각종 건축과 예술의 후원으로 이어졌다. 
오늘날의 프랑스 북동부와 벨기에, 네덜란드 지역을 영토로 삼았던 부르고뉴 공국은 북방 르네상스의 확산에 큰 영향을 발휘하였다. 부르고뉴의 대공들은 프랑스와 신성 로마 제국의 틈바구니에서 독자적 주권을 유지하기 위해 경제력과 군사력 모두의 강화를 위해 노력하였다. 흔히 "선량공"이나 "담대공", "용감공" 등의 칭호로 불렸던 부르고뉴 대공은 스스로 예술의 후원자를 자처하여 이탈리아에서 학자와 예술가를 초빙하는 한편, 자신의 영지였던 플란데런 지역의 발달된 상공업을 기반으로 각종 공예와 예술을 후원하였다.
플란데런 회화는 독일의 여러 지역에서 유행하게 되었고 뒤를 이어 진행된 종교 개혁과 더불어 독일 르네상스를 견인하게 되었다. 16세기에 들어 북방 르네상스는 폴란드:14-20, 26-31와 스웨덴에 이르기까지 북유럽 전반에 걸쳐 확산하게 된다.

## 문학

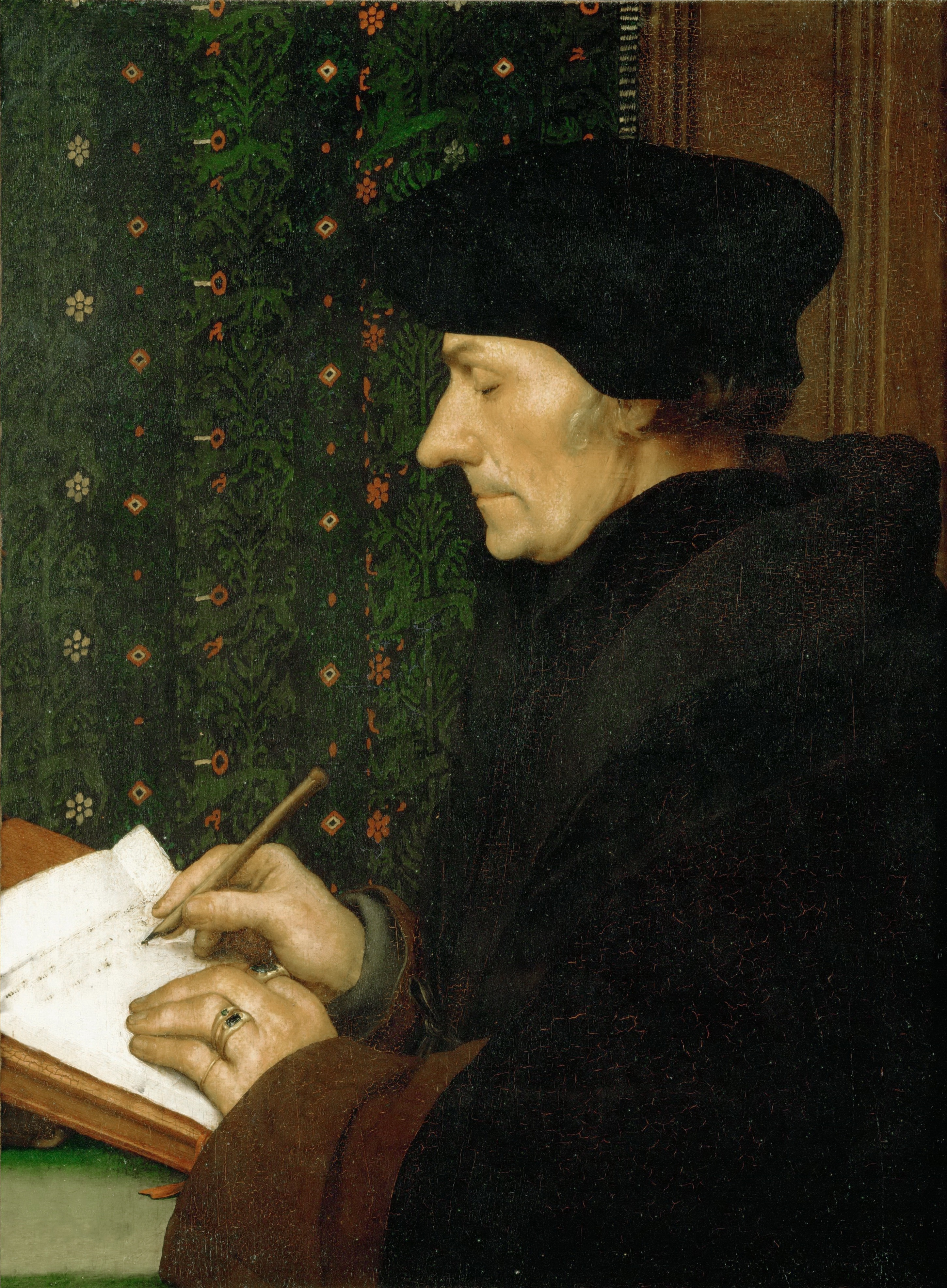
데시데리위스 에라스뮈스

상공업의 발달과 새로운 양식의 예술이 유행하는 저지대 국가들은 르네상스 인문주의 확산의 중심지이기도 하였다. 로테르담 출신이었던 데시데리위스 에라스뮈스는 고대 그리스어와 라틴어 문헌 정리하여 여러 격언과 그것의 출전을 소개한 《격언집》으로 명성을 얻었고:92-93 가톨릭 교회의 기존 성경 번역에 의문을 제기하며 고대 그리스어 사본을 다시 라틴어로 새롭게 번역한 성경을 집필하였다.:128-129 에라스뮈스의 대표작 《우신 예찬》은 풍자를 통해 사회의 여러 부조리한 일면을 비판하였다.:140-141 에라스뮈스의 이러한 기존 종교와 사회에 대한 비판은 종교 개혁에 큰 영향을 주었고 마르틴 루터가 함께 해 줄 것을 제안하였으나, 에라스뮈스는 기성 사회와 극단적 결별을 주장하는 루터의 주장에 동의하지 않았다.:197-198
《유토피아》를 저술한 잉글랜드의 토머스 모어 역시 당대의 인문주의자로 명성이 높았다. 토머스 모어 역시 기존의 사회와 교회에 대한 비판적인 시각을 지니면서 에라스뮈스 등과 교류하였고 대법관으로서 현실 정치에서도 중요한 위치에 있었으나 윌리엄 틴들 등의 종교 개혁에는 반대하여 가톨릭 고수에 앞장섰다. 토머스 모어는 헨리 8세의 수장령에는 반대하여 처형되고 말았다. 프랑스에서는 프랑수아 라블레가  풍자적인 판타지《가르강튀아》와 《팡타그뤼엘》을 집필하였다. 피에르 드 롱사르는 고전 고대의 시들을 모방한 각종 송시와 소네트, 연애시로 명성을 얻었다.
풍자는 이미 이탈리아 르네상스의 걸작인 《데카메론》이나 《신곡》에서 신랄한 사회 비판의 도구로 쓰인 이래 당시 새롭게 정립되어 가고 있던 문학 장르인 소설의 중요한 도구이기도 하였다. 스페인의 미겔 데 세르반테스는 스페인의 몰락한 이달고를 주인공으로 내세운《돈키호테》를 저술하였고, 이러한 풍자적 전통은 조너선 스위프트의《걸리버 여행기》와 같은 풍자 소설로 이어지게 된다.
극작가로는 윌리엄 셰익스피어, 크리스토퍼 말로와 같은 작가들이 활동하였다. 셰익스피어는 지금도 널리 공연되고 있는 《로미오와 줄리엣》, 《햄릿》, 《리어왕》, 《맥베스》와 같은 희곡을 남겼고, 말로는 《디도, 카르타고의 여왕》과 같은 작품을 선보였다.

## 미술

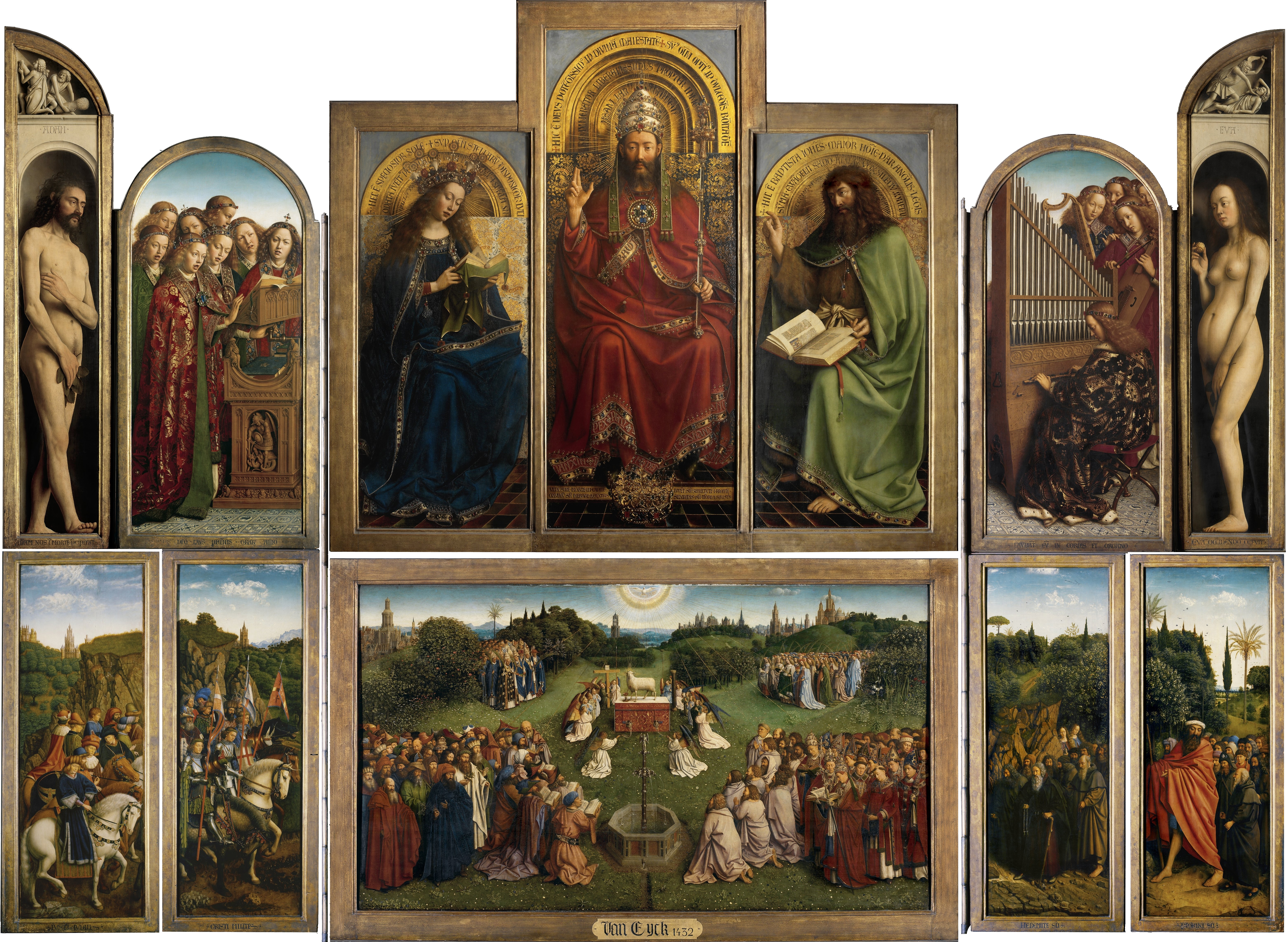
후베르트 판 에이크와 얀 판 에이크가 1432년 완성한 헨트 제단화. 벨기에, 헨트 신트 바프스 대성당.

르네상스 미술은 이탈리아에서 시작되어 유럽 각지에 영향을 주었다. 알프스 북부의 여러 지역은 각지의 사정에 맞게 이를 받아들이고 변형하였다. 저지대는 종교 개혁 이후 성상 파괴 운동이 거세게 일었고 그 영향으로 더 이상 성인의 모습을 담은 종교화는 제작되지 않았다. 잉글랜드 역시 국교회 성립 초기 성인을 묘사한 종교화에 부정적이었다. 대신 북방 르네상스의 화가들은 성경 속 이야기를 재해석한 그림들을 그리면서 당대의 풍속을 반영하기 시작하였고 이는 풍속화의 발전으로 이어지게 된다.
북방 르네상스 시기 미술의 중심지는 오늘날의 벨기에의 북부인 플란데런 지역이었다. 15세기 당시 플란데런은 부르고뉴 공국의 지배를 받고 있었고, 후베르트 판 에이크와 얀 반 에이크와 같은 플란데런파 화가들은 부르고뉴 공작 필리프 3세 등의 후원을 받으며 탁월한 작품을 남겨 이후 유럽 미술에 지대한 영향을 주었다. 프란데런 화풍은 인접한 독일 지역으로 전파되었고 이를 통해 합스부르크가의 지배하에 있던 스페인으로도 전파되었다.
얀 반 에이크의 《아르놀피니 부부의 초상》같은 작품들은 널판지 위에 유화로 그려졌다. 유화는 12세기 무렵 이미 시도되고 있었으나 당시까지도 보편적인 방법은 아니었다. 화면을 두텁게 덮는 임패스토와 붓을 이용한 섬세한 사실적 표현이 가능한 유화는 프란데런 화풍이 유행하면서 함께 널리 퍼져나가게 되었다.
북방 르네상스의 미술은 이탈리아의 경우와 같이 인문주의의 영향을 받아 고전 고대의 이야기들을 다루기도 하였으나 보다 기독교적 주제를 다루는 경향이 있었고 특히 15세기 저지대와 독일 지역에서 종교적 색체가 두드러졌다. 차츰 시간이 흐르면서 르네상스가 완숙기에 이른 16세기가 되자 북방의 화가들도 고대 그리스-로마 신화를 폭넓게 다루는 한편 풍경화와 풍속화 같은 새로운 주제를 발굴해 내었다. 히에로니무스 보스의《세속적인 쾌락의 동산》은 종교화의 모양새를 취하면서도 초현실적인 상상을 표현하며 그 속에 수 많은 상징을 넣었고,  피터르 브뤼헐의 작품들은 농촌과 민중의 삶을 사실적으로 묘사하였다. 이러한 그림들은 오늘날에 이르기까지 후대 화가들에게 많은 영향을 주고 있다. 플란데런파의 그림은 겉으로 드러나는 주제 외에도 수 많은 상징과 알레고리를 함께 표현하여 감상에 도상학적인 이해가 필요한 작품들이 많다.
15세기 중반에 활동한 초기 플란데런파의 화가들은 이탈리아와 직접적인 교류는 거의 없었지만, 한 세대 뒤의 인물인 알브레히트 뒤러는 이탈리아를 두 번 여행하였다. 뒤러의 판화는 이탈리아에서 호평을 받았고 뒤러 역시 여행을 하며 마추친 작품들에서 큰 영향을 받았다. 동시대의 한스 홀바인과 장 푸케 등의 다른 북방 화가들이 여전히 고딕 미술 양식을 유지하는 사이 알브레히트 뒤러는 북방 르네상스의 대표적 화가로 떠올랐다. 이후 북방의 화가들이 이탈리아를 찾는 일이 늘어나면서 매너리즘 양식이 유행하게 되었다.

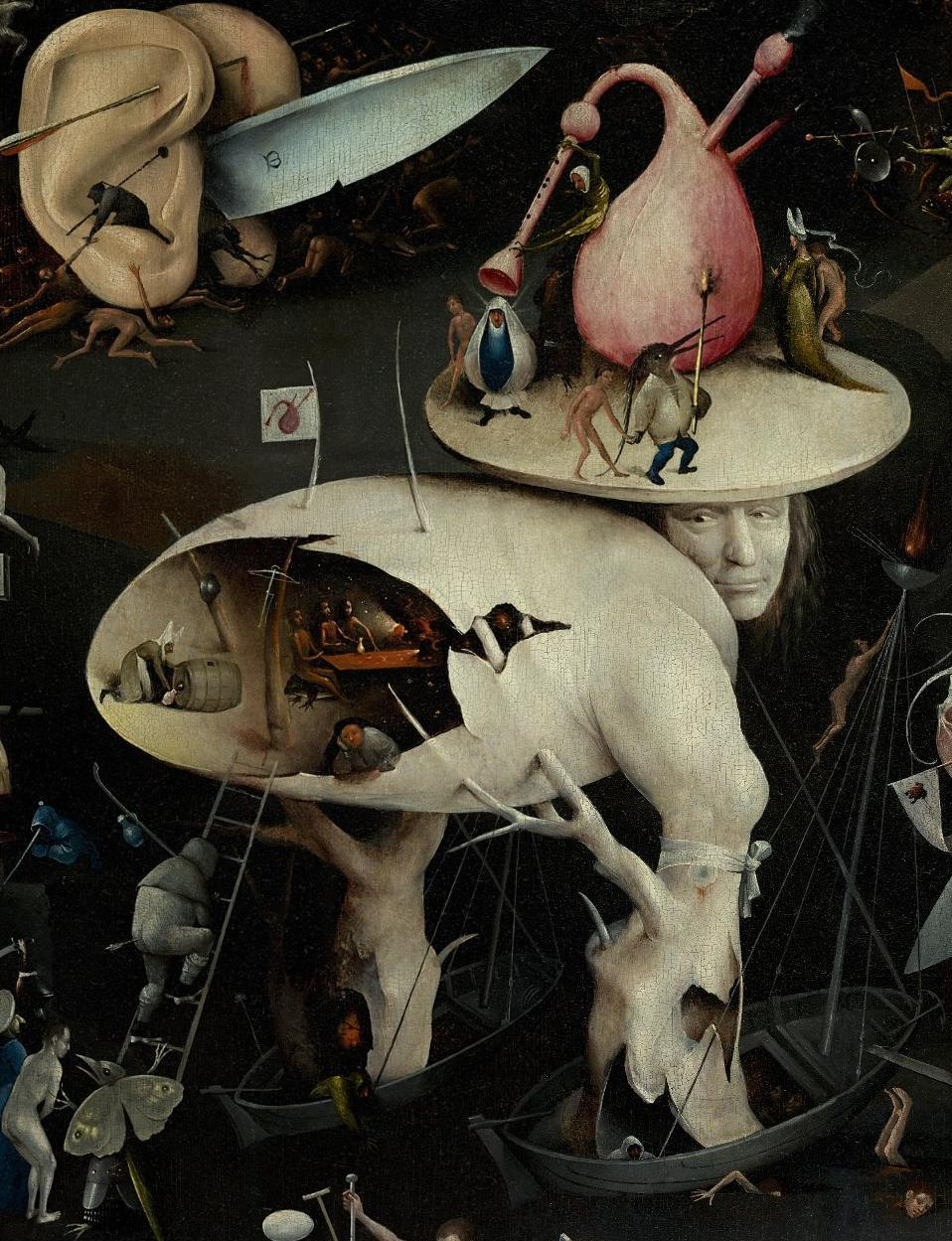
히에로니무스 보스, 《세속적인 쾌락의 동산》(부분)
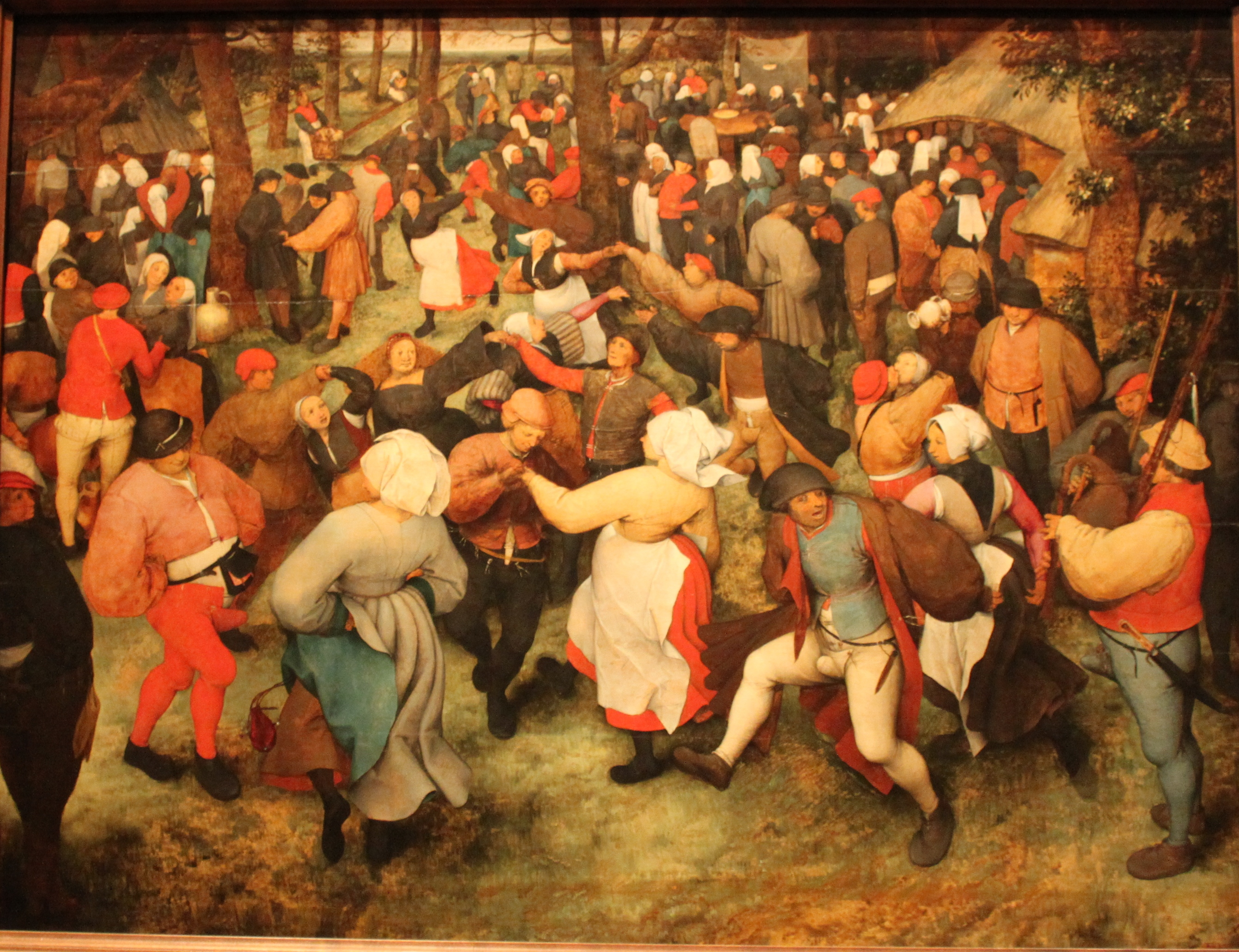
피터르 브뤼헐, 《결혼식 춤》
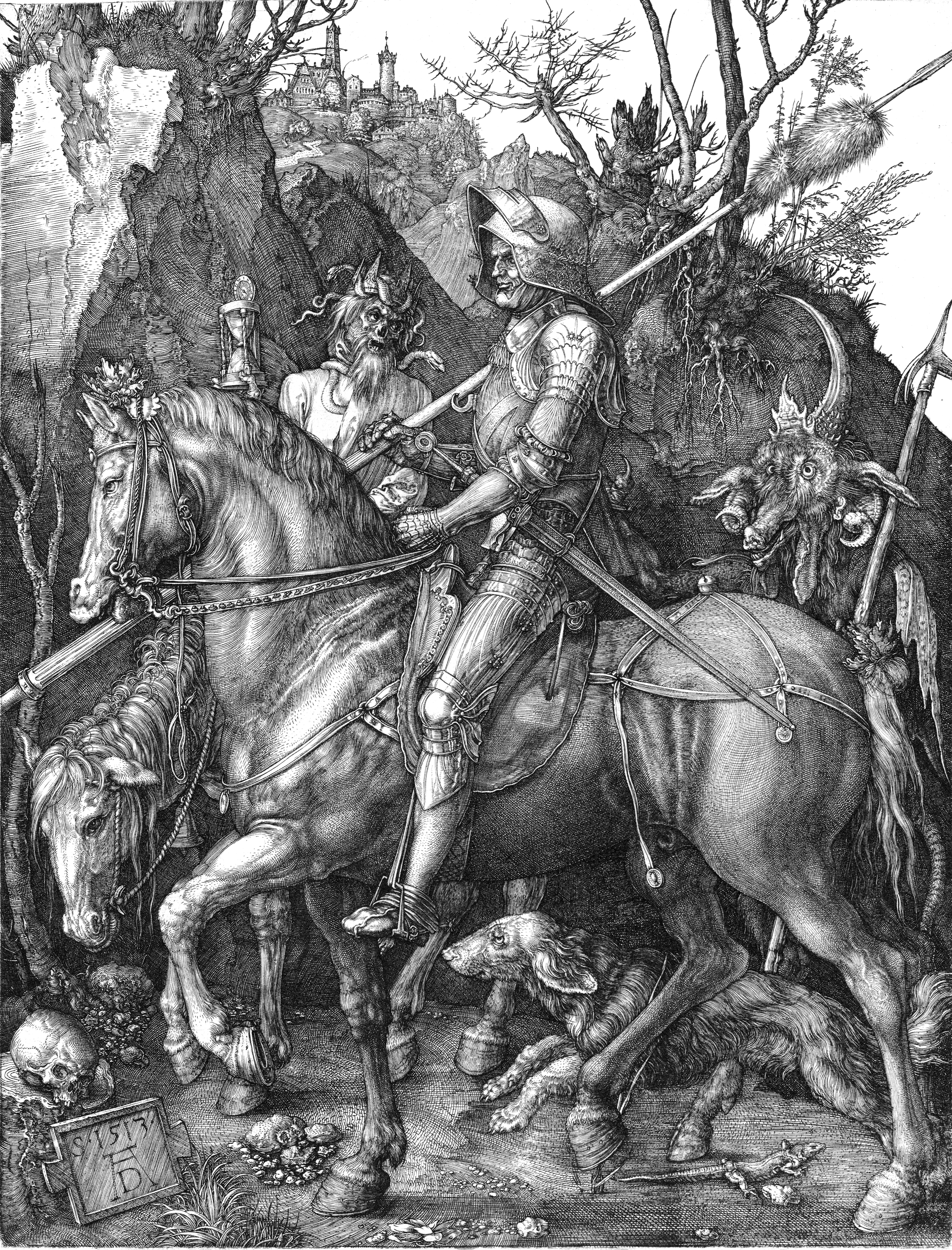
알브레히트 뒤러, 《기사와 죽음》
한스 홀바인, 《대사들》
판 데르베이던, 《십자가에서 내려지는 예수》

## 건축

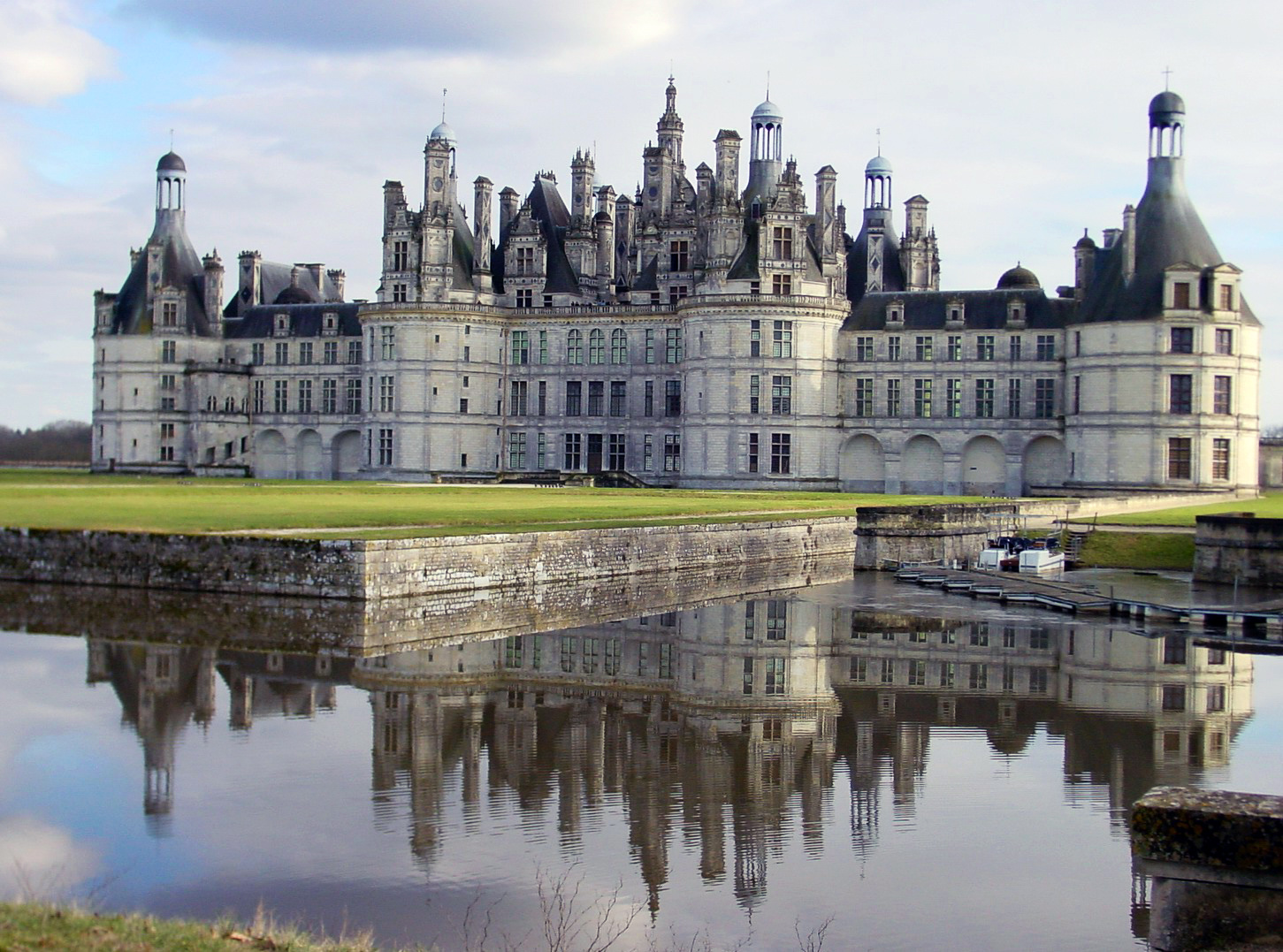
샹보르성

북방 르네상스가 한창이었던 15세기에서 16세기 사이 건축 분야에서는 여전히 고딕 건축이 주된 양식이었다. 이탈리아의 영향을 받은 르네상스 양식의 건물은 특히 프랑스에서 건축되었는데 프랑수아 1세부터 꾸준히 추진되었던 왕권 강황와 밀접한 관련이 있다. 프랑수아 1세가 자신의 부와 권력을 과시하기 위해 짓기 시작한 샹보르성은 중세 프랑스의 전통적인 건축 기법과 이탈리아 르네상스 건축 양식이 혼합된 형태를 보인다. 프랑스 르네상스의 대표적 건물로 전체적인 배치는 전형적인 중세 봉건 영주의 아성의 것을 따르는 가운데 건물의 형태와 양식은 르네상스적인 특징을 보인다. 이후 블루아성에는 르네상스 양식의 회랑이 덧대어졌고 슈농소성은 르네상스 양식을 채용하여 개축되었다.
신성 로마 제국으로 묶여 있던 독일의 각 지역 역시 르네상스의 영향으로 성의 일부 건물에 르네상스 양식의 회랑이 증축되거나 르네상스 양식을 도입한 시청사가 건축되었다. 당시 저지대 국가를 비롯한 독일 각지의 도시들은 길드에 의해 운영되었고 이들 길드는 독일 르네상스의 확산에 중요한 역할을 하였다. 상업적 발달과 함께 도시화가 진행되면서 영향력이 커진 길드들은 르네상스 양식의 시청사들을 건축하였다. 대표적인 건물로 브레멘 시청사와 같은 것이 있다.

## 음악
다른 예술 장르와 달리 음악은 잉글랜드와 프랑스, 플란데런 등에서 새로운 변화가 활발하였고 이탈리아는 오히려 플란데런의 음악가를 초빙하는 상황이었다.:69 인쇄술의 발달은 악보의 대량 인쇄와 유통을 가능하게 하여 음악적 변화의 전파에 결정적 역할을 하였다.:68 당시 활동한 대표적인 음악가인 조스캥 데프레는 부르고뉴 공국의 후원을 받으며 보다 분명한 가사 전달을 특징으로 하는 종교 음악을 작곡하였다. 그의 《주여 불쌍히 여기소서》는 페라라 출신으로 가톨릭의 부조리를 고발하다 처형된 지롤라모 사보나롤라의 마지막 기도문을 바탕으로 한 것으로 명백하게 가톨릭과 대적할 수 밖에 없는 것이었다.:70-72 종교 개혁으로 가톨릭과 개신교 사이의 대립이 첨예화 되자 음악 역시 이러한 사회 분위기를 반영하였다. 마르틴 루터는 스스로가 많은 작곡을 한 종교 음악가였으며 보다 간결하고 가사를 뚜렷이 전달하는 찬송가를 작곡하였다. 뚜렷한 가사를 실은 멜로디를 뒷바침하기 위해 저음의 베이스 라인이 고안되었고 당시 대성당에 설치된 파이프 오르간이 이러한 목적에 부합하였다.:92-95
15세기에서 16세기에 이르는 사이 음악은 인문학 교육의 필수 교양으로 여겨졌다. 헨리 8세 역시 스스로 《좋은 동료들과 함께하는 시간》을 작곡하는 등 음악을 후원하였다.:15-17 이러한 분위기 속에서 유럽 각국의 궁정은 전속 음악가를 두고 합창단을 운영하였다. 16세기에 들어 바이올린이 등장하여 크게 유행하게 되었으며 하프시코드와 같은 건반 악기도 등장하면서 점차 화려한 기교를 자랑하는 음악들이 유행하게 되었다. 프랑스의 궁정에서는 카트린 드 메디시스가 주최하는 장대한 야외극이 열리곤 하였다. 이러한 공연은 다분히 왕가의 재력과 권력을 과시하기 위한 것이었다.:88

## 같이 보기
- 프랑스 르네상스
- 독일 르네상스